# Fred Raymond

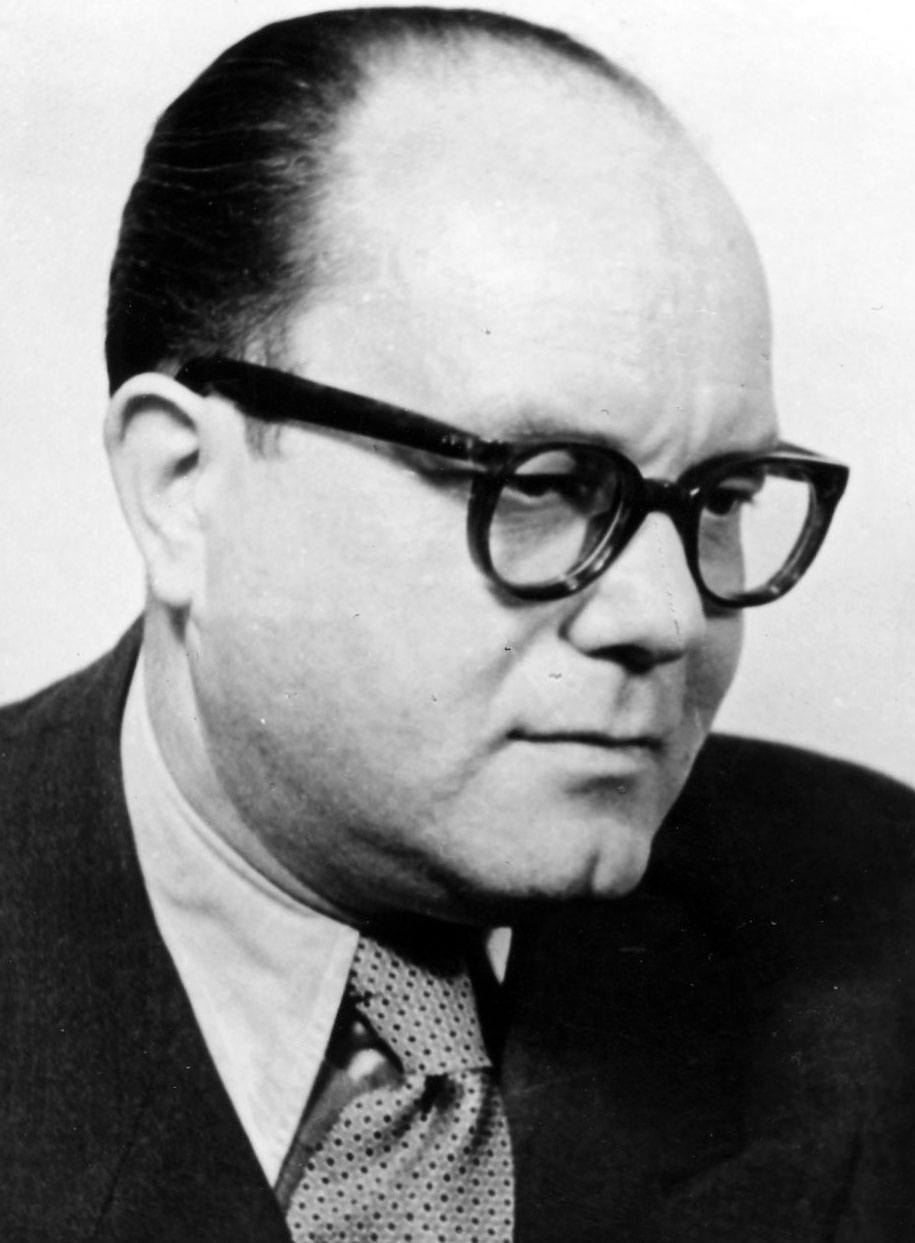
Fred Raymond

Fred Raymond (officieel: Raimund Friedrich Vesely) (Wenen, 20 april 1900 – Überlingen, 10 januari 1954) was een Oostenrijks componist, die wereldberoemd werd met zijn lied Ich hab mein Herz in Heidelberg verloren, dat hij in 1925 componeerde. In 1927 schreef hij er de gelijknamige operette bij.

## Biografie
Raymond werd geboren als derde kind en eerste zoon van Vinzenz Vesely en zijn vrouw Henriette Dluhos, beiden van Tsjechische afkomst. Zijn ouders overleden toen hij nog student was.
Bij de Wehrmacht, werd hij vanwege zijn zwakke hart ingedeeld bij de propagandacompagnie, die de militaire zender Belgrad gebruikte. Na de oorlog trok hij, na een kort intermezzo bij de Salzburger omroep, naar Hamburg, waar hij zijn laatste twee operettes voltooide, Geliebte Manuela en Flieder aus Wien.
Raymond betrok in 1951 een nieuw huis in Überlingen, waar hij nog geen drie jaar met zijn jonge vrouw Eva-Maria van genieten kon. Nog voordat zijn zoon Thomas geboren was, stierf hij aan hartfalen.
Raymond componeerde meerdere operettes en zeer vele film- en dansmelodieën, daarvan is In einer kleinen Konditorei wel een van de bekendste geworden.

## Werken (selectie)
Operettes
- Ich hab mein Herz in Heidelberg verloren (1927)
- Lauf ins Glück (1934)
- Ball der Nationen (1935)
- Fahrt ins Abenteuer (1935)
- Auf großer Fahrt (1936)
- Marielu (1936)
- Maske in Blau (1937)
- Saison in Salzburg (1938).
- Die Perle von Tokaj (1941)
- Konfetti (1948)
- Flieder aus Wien (1949)
- Geliebte Manuela (1951)

Dansmelodieën
- In einer kleinen Konditorei
- Ich hab’ das Fräulein Helen baden seh’n
- Ich reiß' mir eine Wimper aus